# Oběti teroristických útoků z 11. září
Počet obětí teroristických útoků z 11. září 2001 dosáhl 2 996 lidí, z nichž 19 bylo identifikováno jako únosci. V přímém důsledku útoků zemřelo 372 cizích státních příslušníků, z nichž dva byli Češi. Okamžitá úmrtí zahrnují 246 obětí ve čtyřech unesených letadlech, z jejichž osazenstva nikdo nepřežil. V budovách Světového obchodního střediska a jejich okolí si útoky vyžádaly 2603 životů. 292 lidí bylo zabito na úrovni ulice hořícími troskami a padajícími těly těch, kteří vyskočili z oken světového obchodního centra. Náraz Letu 77 do budovy Pentagonu usmrtil 125 lidí. Kromě 55 vojáků, kteří zahynuli v Pentagonu, byli všichni ostatní civilisté. Více než 90 zemí přišlo o své občany.
Některé z obětí útoků byly přidány až po několikaletém vyšetřování. Ještě v roce 2006 bylo dvacet čtyři lidí v souvislosti s útoky uvedeno jako nezvěstných. V severní věži se podařilo uniknout od 91. patra níže 99% lidí, v jižní věži z pater pod místem nárazu letadla uprchlo taktéž 99% lidí.[zdroj?]
V roce 2007 se mezi oběti nemocí spojených s útokem začali započítat i lidé, kteří byli zasaženi nebezpečným prachem ze zborcených budov, jenž jim způsobil respirační onemocnění, na které později zemřeli. Respirační problémy má několik stovek lidí.
| Oběti (bez únosců) | Oběti (bez únosců)       | Oběti (bez únosců) |
| ------------------ | ------------------------ | ------------------ |
| New York           | Světové obchodní centrum | 2 606              |
| New York           | Let American Airlines 11 | 87                 |
| New York           | Let United Airlines 175  | 60                 |
| Arlington          | Pentagon                 | 125                |
| Arlington          | Let American Airlines 77 | 59                 |
| Shanksville        | Let United Airlines 93   | 40                 |
| Celkem             | Celkem                   | 2 977              |

## Světové obchodní centrum

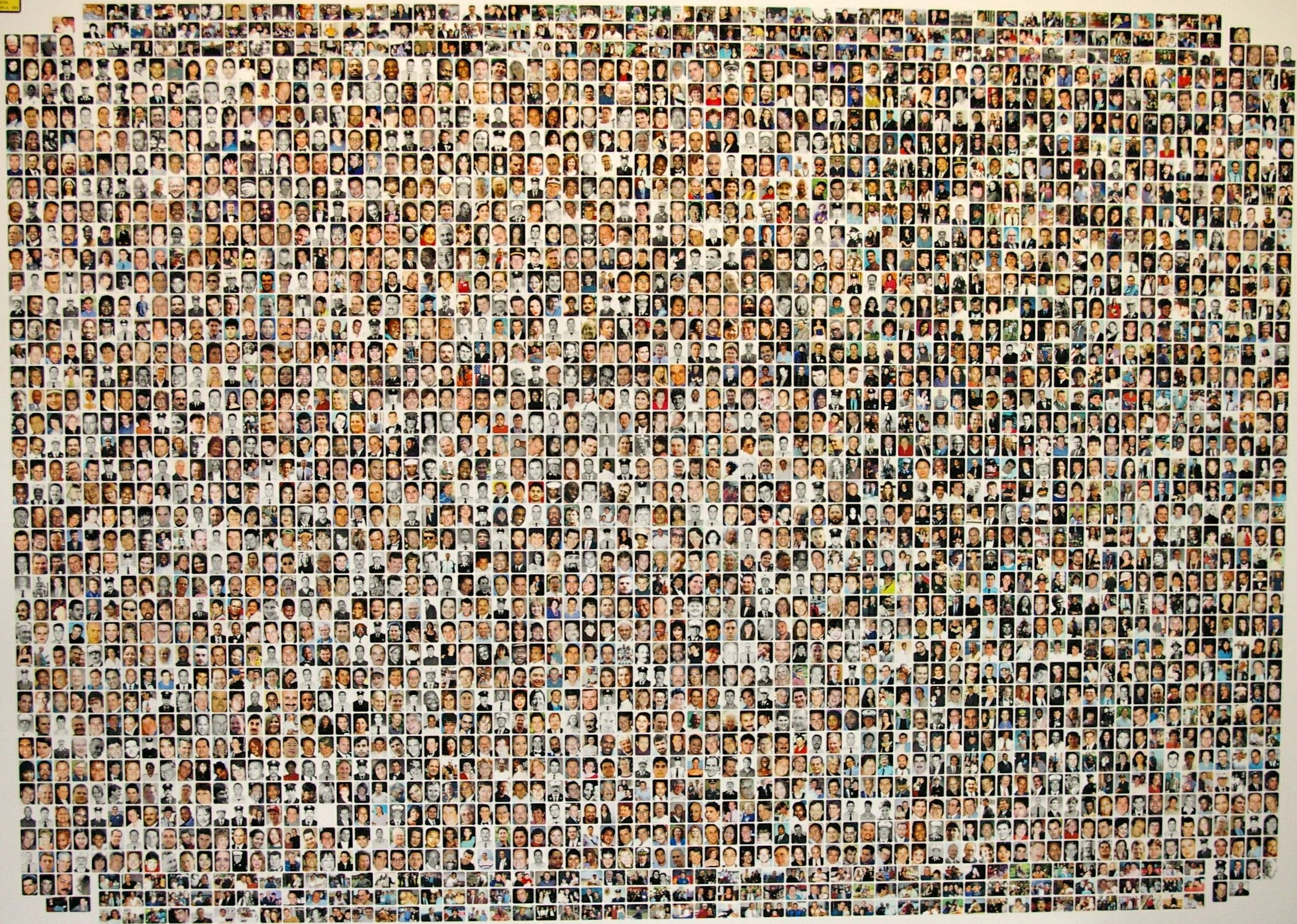
Oběti 11. září 2001

### Evakuace
Severní věž byla zasažena jako první, v 8:46:31, šestnáct minut a dvacet osm sekund před útokem na Jižní věž, k němuž došlo v 9:02:59. Interval mezi nárazy poskytl možnost zahájit částečnou evakuaci v jižní budově, avšak pracovníkům, kteří se začali evakuovat, bylo interkomy budovy sděleno, že budova je bezpečná a že se mají vrátit na svá pracoviště - toto oznámení ale většina lidí ignorovala, ale i tak spousta lidí vyčkávala s evakuací kvůli pomalému vypínání počítačů apod.
Evakuace probíhala primárně po schodištích (3 v každé budově). Ve WTC 1 byla všechna schodiště mezi horním blokem a zbytkem věže přerušena dopadem letadla (nacházela se hned vedle sebe a uprostřed budovy, obklad byl pouze ze sádrokartónu). Ve WTC 2 přežilo na horní straně jádra dopad letadla jedno schodiště - schodiště A. Velikou roli měly při evakuaci výtahy ve WTC 2, a to během 17 minut mezi zásahem letadla do sousední WTC 1 a samotným zásahem WTC 2 - umožnily velmi rychlou evakuaci asi 3 000 lidí během 17 minut. Některé výtahy ve spodních patrech budovy fungovaly i po zásahu letadly.
Podle odhadu NIST se tohoto dne v budovách World Trade Center 1 a 2 nacházelo přes 17 500 civilistů. Z přítomných se podařilo evakuovat se přes 15 400 lidem, tj. asi 88 %. 2100 civilistů zahynulo. Dalších 940 lidí bylo zapsáno v hotelu Marriott, který se nacházel za Jižní věží Světového obchodního centra. Údaje newyorské Přístavní správy ukazují, že se v dopoledních hodinách (kolem 10:30 hod.) nacházelo v budovách průměrně 14 154 lidí.
Zpráva NIST (i nezávislé simulace) konstatuje, že evakuace WTC proběhla úspěšně a to i díky vlivu relativně nízké obsazenosti věží (v každé jen kolem 8 500 lidí). Díky tomu nedošlo k ucpání schodišť a evakuace tak proběhla rychle. Kdyby útoky proběhly stejně, ale budovy by byly plně obsazené (tj. až 25 000 lidí při naplněné kapacitě), tak by ve věžích během daných 102 minut zemřelo 14 500 lidí kvůli ucpání schodišť. Další simulace konstatuje, že při obsazení WTC 1 20 600 lidmi při zásahu letadlem by eventuálně 6 500 z nich v dané věži zemřelo. Bylo počítáno i se stejným scénářem jako 11. září, ale s tím, že by jedno ze tří schodišť mezi horním blokem a zbytkem WTC 1 přežilo zásah letadla. Celkový počet obětí události by pak byl 1500 - 2000 lidí - většina lidí z horního bloku WTC 1 by úspěšně utekla.
Kdyby druhé letadlo (UA 175) nezasáhlo jižní stěnu WTC 2, ale už zasaženou WTC 1 (17 minut před tím ji již zasáhl AA 11 do severní stěny) do její jižní stěny, tak by v 9:03 velmi pravděpodobně následoval okamžitý totální kolaps, který by usmrtil 7 500 lidí, kteří se tou dobou ve WTC 1 nacházeli.
Únosci původně plánovali unést Boeingy 747, ale toto bylo pro větší náročnost kontroly pasažérů na dvou palubách zavrženo. Zásahy více než dvakrát tak těžkými Boeingy 747 než byly použité Boeingy 767 by při stejných dopadových patrech, orientaci a rychlosti vedly k okamžitému a kompletnímu pádu věží (pozn. i při skutečném útoku zůstala WTC 2 po zásahu Boeingem 767 na samé hranici kolapsu). Kdyby tedy útok kopíroval použité časy, tak by ve WTC 1 zemřelo 8960 lidí a ve WTC 2 až 5 000 lidí, celkově přes 14 000 lidí. Kdyby byly obě věže zaplněné do kapacity a k útoku by byly použity dva Boeingy 747 s rozestupem 18 minut, tak by se počet obětí vyšplhal téměř k 50 000.

### Severní věž WTC
| Společnost            | Oběti |
| --------------------- | ----- |
| Cantor Fitzgerald     | 658   |
| Marsh & McLennan      | 292   |
| Windows on the World  | 72    |
| Fred Alger Management | 35    |
| Carr Futures          | 69    |

Do severní věže Světového obchodního centra nalétl let American Airlines 11 rychlostí 724 km/h - 792 km/h (201 - 220 m/s - přesnou rychlost nelze určit, letadlo se nad Manhattanem ztratilo z radaru a existuje pouze jedno kvalitní video nárazu, tj.nemožnost přesné triangulace - horní odhad je pravděpodobně přesnější), Budova je zasažena mezi 94. a 98. patrem (kabina letadla zasáhla 96. patro, téměř přesně kolmo a střed kabiny zasáhl střed věže s přesností na 1 m). Dochází k okamžitému vznícení paliva a uvěznění všech lidí v patrech nad místem nárazu letadla. V zasažených patrech se nacházely kanceláře firmy Marsh & McLennan ten den v nich pracovalo 358 lidí. Nikdo ze zaměstnanců této společnosti útok nepřežil.
| „                                                               | „Vypadá to, že nějaké letadlo American Airlines přiletělo ze severního směru – od Empire State Building k nám. Začíná sem pronikat kouř, takže myslím, že bych měl radši pomalu vypadnout, člověče… Nepřibližujte se k budově, jestli jste venku. Dolů padají trosky. Ahoj.“ | “ |
| — ~ Ezra Aviles ~ (Přístavní správa, 61. poschodí severní věže) | |   |

Převážná většina lidí, kteří zemřeli v Severní věži, pracovala na horních poschodích nad zónou nárazu a zůstala tam odříznuta. Z lidí kteří pracovali pod 92. patrem zahynulo asi 100; asi 26 jich uvízlo ve svých kancelářích mezi osmdesátým a devadesátým patrem, kde se mnohé dveře zasekly, nebo se pokoušeli pomoci jiným lidem ty dveře uvolnit. Dalších čtrnáct byli zaměstnanci Přístavní správy, kteří opustili své kanceláře na 64. podlaží teprve v 10:08. V 83. patře uvěznil požár 13 zaměstnanců General Telecom.
V patrech nad nárazem zůstalo uvězněno několik stovek lidí. Investiční banka Cantor Fitzgerald, která měla kanceláře ve 101. až 105. patře ztratila 658 zaměstnanců, vice než jakýkoliv jiný zaměstnavatel. V restauraci Windows on the World v 106. a 107. patře se nacházelo 81 lidí.
Před dopadem prvního letadla se ve WTC 1 nacházelo 8 960 lidí z toho se do kolapsu budovy (102 minut po zásahu) dostalo ven 7 470 lidí a 1 462 - 1533 lidí zemřelo - z toho asi 100 pod dopadovou zónou a 1 362 - 1 433 v a nad dopadovou zónou (bez započítání hasičů a policistů). V okamžiku dopadu druhého letadla na WTC 2 (17 minut po prvním útoku) se ve WTC 1 nacházelo stále 7 500 lidí. Lidé uvnitř WTC 1 měli obrovské štěstí, že UA 175 narazil do WTC 2, pokud by druhé letadlo zasáhlo už zasaženou WTC 1 do jižní stěny (směr jeho příletu), tak by věž téměř zcela jistě kompletně spadla se 7 500 lidmi uvnitř.

#### Skoky z oken
Podle zprávy NIST (National Institute of Standards and Technology) skočilo z vysokých pater věží 104 lidí. K tomuto zdánlivě nepochopitelnému činu je donutil vzniklý požár nebo hustý dusivý kouř, táhnoucí se právě vrchními patry budov nad místem nárazu. Jejich smrt je klasifikována jako vražda způsobená "tupým traumatem".
Většinová představa o lidech skákajících z horních pater věže kvůli dýmu a horku je ale spíše mylná. Lidé nad nárazovými patry, tj. 99 až 110 měli možnost úlevy v rozbitých oknech na severní straně věže (vítr foukal ze severu). Zdá se, že většina skokanů skočila z pater 93 až 99 v prvních minutách po nárazu. Tito lidé byli tedy doslova uvěznění mezi venkovní stěnou a hořícími troskami letadla uvnitř věže (pole trosek pronikalo ve středu celou šíři budovy). Kvůli těsné blízkosti hořících trosek (15 m a méně) a náhodně vzniklým bariérám z nahrnutých sutin nemohli vyhledat chladné místo a tak byli donuceni vyskočit. Pád trval asi 10 sekund a těla dopadala na zemi v rychlosti 50 - 60 m/s. Jeden skokan zabil hasiče pod WTC 1.
Téměř všichni skokani skočili z WTC 1, podmínky ve WTC 2 byly mnohem snesitelnější (menší požár, dým dělen mezi 33 a ne 17 pater) a pole trosek letadla bylo jen ve východní polovině věže - jen velmi málo lidí přežilo dopad letadla jen proto, aby byli zastaveni v pohybu hromadami trosek. Ve WTC 2 je tak potvrzen jen jeden smrtelný pád - tento muž (uvězněn mezi polem trosek a východní stěnou) navíc neskočil, ale snažil se sešplhat do nižšího patra po hliníkovém obkladu stěny budovy.
Z frekvence telefonátů po pádu WTC 2 (75 minut po nárazu letadla) se usuzuje, že většina lidí v horním bloku WTC 1 byla touto dobou (tedy posledních asi 30 minut před pádem) v bezvědomí a na cestě ke smrti. Navíc se v horním bloku WTC 1 na 105. patře - 6 pater na dopadovou zónou, kde se schovalo mnoho lidí - objevil nový lokální požár. Předpokládá se, že i bez kolapsu věže by většina z asi 1 500 lidí v horním bloku zemřela.

### Jižní věž WTC
Let United Airlines 175 vrazil do jižního průčelí jižní věže WTC rychlostí 915 km/h (254 m/s +/- 0,6 m/s). Levé křídlo prořízlo 77., 78. a 79. patro a otřelo se o vestibul na 78. poschodí. Pravé křídlo vrazilo přímo do prostor firmy Euro Brokers na 84. poschodí. Kabina zasáhla 81. patro, střed kabiny narazil 9 m od středu jižní stěny, úhel nárazu byl pouze 3° od kolmice po směru hodinových ručiček). V okamžiku nárazu zde zemřelo přinejmenším padesát obchodníků. Poté co letadlo zasáhlo jižní věž, se podařilo jen 18 lidem proniknout kolem zóny nárazu po jediném schodišti na severní stranu jádra WTC 2 (A), které zůstalo průchozí z nejvyšších pater až dolů.
Mnoho lidí nad zónou nárazu se snažilo dostat po schodech na střechu, kde chtěli čekat na evakuaci pomocí vrtulníků. Dveře, které na střechu vedly, byly však zamčené a to jak v jižní, tak v severní věži. Navíc i kdyby se tam dostali, záchrany by se nedočkali, protože hustý kouř přílet záchranářů znemožňoval.
Přežili jen čtyři lidé, kteří se nacházeli nad 78. poschodím: Richard Fern a Ronald DiFrancesco našli schodiště, které bylo poměrně nedotčené. Stanley Praimnath z Fuji Bank přežil proto, že Brian Clark z Euro Brokers uslyšel jeho volání o pomoc.
Při zhroucení jižní věže zahynuli lidé na vrcholku, ti, kdo zůstali ve vestibulu v 78. patře, ti v kancelářích firem Keefe, Bruyette & Woods, Aon Insurance a Fiduciary Trust. Společnost Sandler O´Neil na 104. poschodí přišla o 66 zaměstnanců.
Podle vyšetřování opustily horní patra jižní věže dvě třetiny lidí během 16,5 minuty mezi útoky, a to navzdory hlášení, že mají zůstat na svých místech.
Před dopadem prvního letadla se ve WTC 2 nacházelo 8 600 lidí z toho se do pádu o 56 minut později 7 940 stihlo evakuovat a 630 - 701 zahynulo (bez započítání hasičů a policistů).
Počet obětí ve WTC 2 velmi omezila evakuace mezi dopadem letadla na první věž a zásahem samotné WTC 2 o 17 minut později - během této doby totiž fungovaly výtahy. Během těchto 17 minut se stihlo evakuovat 3255 lidí a v okamžiku dopadu letadla se ve věži nacházelo pouze lehce přes 5340 lidí a z toho pouze 620 v a nad dopadovou zónou letadla. V okamžiku pádu věže se pod dopadovými patry nacházelo pouze 11 civilistů.
Mezi oběťmi byl i bývalý agent FBI John Patrick O'Neill. Tento se stal vedoucím protiteroristického oddělení FBI a specificky vyšetřoval Usámu Bin Ládina. V roce 2001 díky interním neshodám odešel a stal se vedoucím bezpečnostní agentury ve WTC - zde začal pracovat necelé tři týdny před útokem. Sám pak zemřel při pádu WTC 2. Jeho osud se stal jedním z hlavních pramenů konspiračních teorií o 11. září i námětem pro mainstreamovou minisérii The Looming Tower (2018).

### České oběti
Při útocích na Světové obchodní centrum zemřeli dva lidé českého původu: Alena Sešínová, emigrantka z roku 1968, která pracovala jako správkyně počítačové sítě společnosti Marsh and McLennan ve WTC 1, a Lukáš Rambousek, zaměstnanec společnosti Cantor Fitzgerald a vnuk spisovatele Oty Rambouska.

### Přeživší
Z trosek WTC bylo zachráněno celkem 18 lidí. Z toho 12 hasičů, 3 policisté, 3 civilisté; některé servery ale uvádějí 23 zachráněných. Ve WTC 2 nepřežil nikdo. Všichni přeživší vytažení přímo z trosek byli ve WTC 1, popř. v hotelu Marriott.
K pochopení přežití je nutno znát mechanizmus kolapsu. V prvních vteřinách pádu došlo k zastavení ničení spodní jádrové struktury budovy pádem horní části v poměru téměř jedna ku jedné. Díky tomu zůstala jádrová struktura WTC 1 vysoká asi 70 pater stát asi 15 sekund po pádu věže s tím, že jen velmi málo trosek padalo uvnitř ní (málo betonu v jádře díky volným výtahovým šachtám). Ve WTC 2 mel horní blok 30 pater (oproti cca 15 ve WTC 1) a tak zůstalo stát jen 40 pater jádra s tím, že až na dno propadl dostatek trosek, aby každý zahynul. Naopak na dno 70 pater vysoké jádrové struktury ve WTC 1 dopadlo jen málo trosek. Díky tomu přežila veliká skupina lidí 14 lidí ve 4. patře uvnitř jádra - schodiště B (známo taktéž jako zázrak schodiště B) a 2 lidí z 11 patra. I tato jádrová struktura se vlivem veliké nepodepřené délky a vibrací z pádu eventuálně zhroutila - ale nespadla přímo dolů - ulomila se někde nad 4. patrem a spadla bokem (praskání dobře svařených svaru jádrových sloupů /vlivem vibrací a kymácení/- nejpevnějších spojů v budově - zabralo relativně dlouhou dobu - déle než pád zbytku věže).

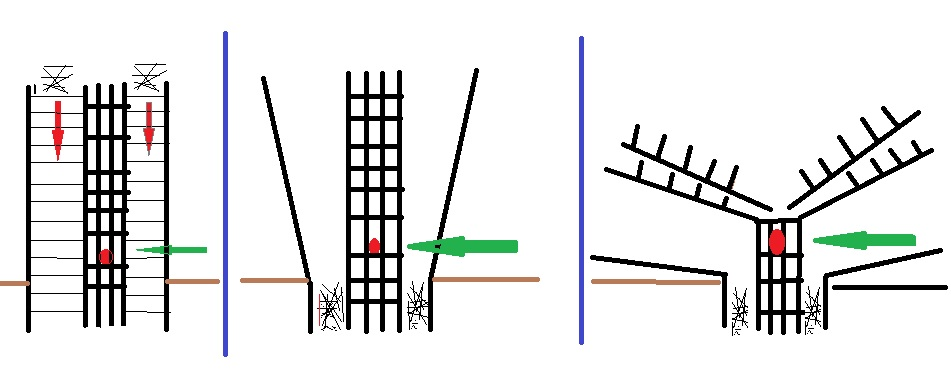
Padající desky podlah, rotující stěny a krátkodobě stojící jádro zachrání hasiče. Video skutečné události a kvalitnější grafické zpracování v sekci externí odkazy.

Na samotných podlažích nepřežil nikdo, protože ta ihned spadla progresivním kolapsem (betonové desky uvolněné seknutím externích stěn padaly v kleci z externí stěny a jádra na intaktní betonové desky spodních podlaží). Externí stěny pak vlivem tlaku hromady betonu zevnitř a vlivem nepodepřené délky vy-rotovaly ven z věži, někde až ve 120 m dlouhých sekcích - tyto sekce pak poškodily okolní budovy.

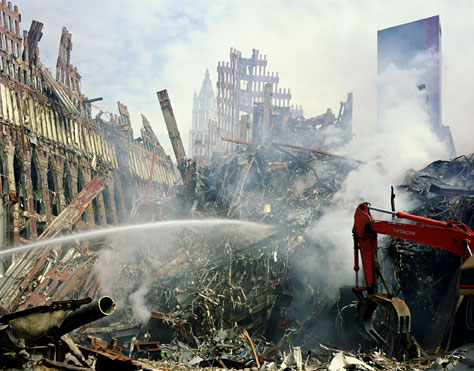
Střed obrázku zachycuje zachovanou strukturu jádra se schodištěm B, kde se nacházelo 14 přeživších. Veliké kusy oceli jsou jádrové sloupy z polámaného jádra budovy. Beton z desek podlah a rozemleté vybavení budovy je z velké části schováno mimo pohled ve 27 m hlubokém suterénu.

## Pentagon
Náraz letounu do budovy si v Pentagonu vyžádal 125 obětí, z nichž 70 bylo civilních pracovníků a 55 vojáků. Lieutenant General Timothy Maude byl nejvýše postaveným důstojníkem, který při útoku na Pentagon zahynul.

## Záchranáři
V troskách budov Světového obchodního centra zahynulo celkem 343 newyorských hasičů, včetně hasičského kaplana Františkána Mychala Judge. 37 příslušníků Port Authority Police Department, 23 newyorských policistů. Mezi oběťmi bylo také 15 sanitářů a 3 soudní úředníci. Kolem 2 000 členů záchranných sborů bylo při útocích zraněno.
Analýza provedená New York Times v červenci 2002 klade 97 do jižní věže, 34 do hotelu Marriott, 13 mimo kteroukoli budovu a přinejmenším 121 do severní věže, když se zhroutila. Poloha 78 z nich není jasná, ale většina z nich byla přidělena do jižní věže. Je však pravděpodobné, že zamířili do severní, protože se v komplexu nevyznali, jak dosvědčila řada přeživších hasičů. Rádiový záznam, zveřejněný Times v listopadu 2002 v reakci na soudní spor; poskytl dodatečnou podporu této teorii. Ukázalo se, že do jižní věže se dostalo jen pár čet a velitel budovy žádal o další čety asi čtyřicet minut poté, co narazilo druhé letadlo. Záznamy logicky naznačují, že v jižní budově bylo méně než 97 hasičů. Vzhledem k tomu, že se ví, že 121 mrtvých bylo v severní věži, že těch 78 není započítáno nikam, ale s největší pravděpodobností byli také zde, a že číslo 97, v jižní věži se jeví příliš vysoké, je jasné, že k většině úmrtí hasičů došlo v severní věži.[zdroj?]

## Prach z trosek budov
Budovy Světového obchodního centra se při svém pádu přeměnily na jemný prach, který na několik dnů zahalil většinu dolního Manhattanu. Obsahoval částice zdiva i vnitřního vybavení budov, ale též nebezpečné látky včetně zplodin z PVC, dioxinů, olova a karcinogenního azbestu z protipožárních izolací, rtuti z osvětlení a zplodin z paliva doutnajícího pod zborcenými troskami budov. Tímto prachem bylo zasaženo 410 000 lidí. K srpnu 2010 z nich 817 zemřelo a u cca 20 000 dalších se projevily více či méně vážné problémy dýchacích cest.

## Demografická data
- Ze zemřelých tvořili 78 % muži a 22 % ženy.
- Většina obětí byla ve věku 30 až 45 let.
- Při útocích zemřelo celkem 8 dětí: Pět v letu 77 ve věku od 3 do 11; tři v letu 175 věk 2 až 4 roky. Nejmladší obětí bylo dvouleté dítě v letu 175, nejstarší byl 82letý pasažér letu 11. Ve WTC měla nejmladší oběť 17 let a nejstarší 79 let.
- 75 obětí útoků v New Yorku bylo muslimského vyznání.[14]

## Oběti strachu z letecké dopravy
Jedním z následků tohoto útoku byl strach z letecké dopravy a mnoho Američanů se v následujícím období rozhodlo pro silniční dopravu místo letecké. Silniční doprava je ale nebezpečnější než letecká, takže toto rozhodnutí vedlo ke zvýšení obětí silniční dopravy - především na mezistátních dálnicích. Jen za první tři měsíce po útoku tak kvůli obavám nadbytečně zemřelo víc lidí, než v letadlech při skutečném útoku - 266 vs 350, zdá se že tento efekt po 3 měsících zeslábl.